# Hiroki Moriya
Hiroki Moriya (守屋 宏紀 Moriya Hiroki?,  Tokio, 16 de octubre de 1990) es un tenista profesional japonés.

## Carrera
En agosto de 2012, Moriya se clasificó por primera vez a un torneo ATP en el US Open, perdiendo en su debut de primera ronda ante Ivan Dodig por 0-6, 1-6, 2-6.
Su mejor ranking individual es el Nº 151 alcanzado el 21 de julio de 2014, mientras que en dobles logró la posición 327 el 4 de noviembre de 2013.
Ha logrado hasta el momento 3 título de la categoría ATP Challenger Tour en la modalidad de individuales, así como también ha obtenido varios títulos Futures tanto en individuales como en dobles.

### Copa Davis
Desde el año 2013 es participante del Equipo de Copa Davis de Japón. Tiene en esta competición un récord total de partidos ganados/perdidos de 0/1 (0/0 en individuales y 0/1 en dobles).

## Títulos Challenger; 3 (3 + 0)
| Leyenda               | Individuales | Dobles |
| --------------------- | ------------ | ------ |
| ATP Challenger Series | 3            | 0      |

### Individuales
| No. | Fecha      | Torneo                     | Superficie | Rival en la final | Resultado      |
| --- | ---------- | -------------------------- | ---------- | ----------------- | -------------- |
| 1.  | 20.07.2014 | Challenger de Granby       | Dura       | Fabrice Martin    | 7-5, 6-74, 6-3 |
| 2.  | 17.09.2016 | Challenger de Nanchang     | Dura       | Chung Hyeon       | 4-6, 6-1, 6-4  |
| 3.  | 27.05.2018 | Challenger de Loughborough | Dura (i)   | James Ward        | 6-2, 7-5       |